# Ренненкампф Павло Карлович
Павло-Георг Карлович фон Ренненкампф (17 (29) квітня 1854, замок Паткуль біля Ревеля (нині — Таллінн) — 1 квітня 1918, Таганрог) — російський воєначальник німецького походження, генерал від кавалерії (1910), генерал-ад'ютант (1912). Відомий через поразку своїх військ у Східно-прусській операції 1914 року. Після поразки під Танненбергом звільнений з військової служби. Розстріляний більшовиками.

## Біографія
Народився в дворянській родині німецького походження. Закінчив піхотне юнкерське училище в Гельсінгфорсі (1873) та Миколаївську академію Генерального штабу (1882).
На військовій службі — з 1870 року. Після закінчення військової академії у 1882 році служив на різних штабних посадах — від офіцера для доручень до начальника штабу кавалерійської дивізії. Із 1895 року командував 36-м Охтирським драгунським полком. Із 1899 року був начальником штабу російських військ в Забайкаллі.
У 1900 році брав участь у придушенні повстання «Іхетуань» в Китаї. За успішні бої з повстанцями був нагороджений орденом Святого Георгія 4-го ступеня.
Під час російсько-японської війни 1904—1905 років командував Забайкальською кавалерійською дивізією. Учасник битви під Мукденом.
Під час революції 1905 року Ренненкампф командував каральними загонами в Сибіру. Жорстоко придушував селянські повстання та робітничі страйки. У цей же час отримав прізвисько «Жовта смерть» через те, шо носив форму Забайкальського козачого війська із жовтими лампасами на штанях.
У 1906—1913 роках — командир 3-го армійського корпусу.
Із 20 січня 1913 по 1 серпня 1914 року — командувач Віленським військовим округом.
З початком Першої світової війни на базі управління Віленського військового округу було створено управління 1-ї армії. На чолі армії став генерал Ренненкампф. Під командуванням Ренненкампфа були три армійські корпуси і кавалерійська група — 12 дивізій та 402 гармати. 17 серпня 1914 року 1-ша армія перейшла кордон з Німеччиною і почала наступ в напрямку Кенігсберга. Сам Ренненкампф попри те, що його армія вела тяжкі бої, продовжував залишатися в глибокому тилу у Вільно.
20 серпня 1914 року в районі Гумбіннена відбулася зустрічна битва між 8-ю німецькою та 1-ю російською арміями. Попри великі втрати (зокрема, повністю була знищена 28-ма піхотна дивізія росіян) росіяни завдали поразки противнику і німці почали відхід.
В ході битви під Танненбергом Ренненкампф допустив ряд тактичних та стратегічних помилок, внаслідок чого 2-га армія генерала Самсонова була розбита. 1 вересня 1914 року він відвів свої війська назад за Німан.
Восени 1914 року штаб 1-ї армії було перекинуто в Польщу. У Лодзинській операції Ренненкампф зазнав поразки і був знятий з посади.
У 1915 році Ренненкампф був звільнений з військової служби і відправлений у відставку.
У 1917 році за наказом Тимчасового уряду був ув'язнений, але після Жовтневого перевороту втік і переїхав у Таганрог, де жив на нелегальному становищі під чужим ім'ям. Був розстріляний більшовиками.

## Нагороди
- Орден Святого Станіслава 3-го ступеня (1884)
- Орден Святої Анни 3-го ступеня (1888)
- Орден Святого Станіслава 3-го ступеня (1894)
- Орден Святої Анни 2-го ступеня (1895)
- Орден Святого Володимира 4-го ступеня (1899)
- Орден Святого Георгія 4-го ступеня (серпень 1900)
- Орден Святого Георгія 3-го ступеня (грудень 1900)
- Орден Святого Володимира 3-го ступеня (1903)
- Орден Святого Станіслава 1-го ступеня з мечами (1905)
- Золота зброя, прикрашена діамантами «За хоробрість» (1906)
- Золота зброя «За хоробрість» (1906)
- Орден Святої Анни 1-го ступеня (1907)
- Орден Святого Володимира 2-го ступеня з мечами (1914)
- Орден Меча (Швеція)
- Орден Залізної корони (Австро-Угорщина)